# Ptocasius weyersi
Espèce
Ptocasius weyersi est une espèce d'araignées aranéomorphes de la famille des Salticidae.

## Distribution
Cette espèce se rencontre au Viêt Nam et en Indonésie à Sumatra.

## Description
Le mâle holotype mesure 7 mm.

## Étymologie
Cette espèce est nommée en l'honneur de J. L. Weyers.

## Publication originale
- Simon, 1885 : Arachnides recueillis par M. Weyers à Sumatra. Premier envoi. Annales de la Société Entomologique de Belgique, vol. 29, p. 30-39 (texte intégral).